# Rasthaus am Chiemsee
Das Rasthaus am Chiemsee war die erste und größte Raststätte der Reichsautobahnen. Der heute als Hotel genutzte Bau liegt an der A 8 zwischen München und Salzburg in Bernau im Landkreis Rosenheim, unmittelbar am Südufer des Chiemsees. Die Bauarbeiten begannen im August 1937, die Eröffnung fand am 27. August 1938 statt, wobei sich die Bauarbeiten der gesamten Anlage noch bis 1941/42 zogen. Bereits im April 1940 wurde das Rasthaus an die Wehrmacht übergeben, die es als Genesungsheim für verwundete Soldaten nutzte. Nach dem Krieg diente es bis 2004 der US-Armee als Chiemsee Recreation Area of the Army/Chiemsee Lake Hotel.
Der Münchener Architekt Fritz Norkauer orientierte sich an den großen Chiemgauer Höfen mit ihren flach geneigten Satteldächern. Fritz Todt betreute den Bau persönlich. Der Rasthof war als Ausflugsort so beliebt, dass er im Sommer 1939 wegen Überfüllung zeitweise geschlossen werden musste. Die Gaststube war für 350 Personen ausgelegt, die Terrasse des Cafés für 1300 Gäste und das Freibad für 1450 Menschen.

## Beschreibung
Die Anlage befindet sich beidseitig der ehemaligen Reichsautobahn Salzburg–München bei Bernau am Ufer des Chiemsee. Nördlich der Autobahn liegt die eigentliche Raststätte als Z-förmiger Baukörperam See, westlich davon ein Segelboot- und Motorboothafen. Südlich sind H-förmig Nebengebäude angeordnet. Beidseitig sind direkt an der Autobahn Parkplätze und Tankstellen vorhanden gewesen. Die von München kommenden Autofahrer konnten durch eine Unterführung auf die Nordseite zum Rasthaus gelangen.

Das eigentliche Rasthaus ist eine 262 Meter lange Baugruppe aus einem dreigeschossigen Mittelbau mit zwei niedrigeren Seitenflügel. Dem quer zum See stehenden Mittelbau schließt sich im Nordwesten ein Hotelflügel an und im Südosten ein Flügel mit Gastraum, Läden und Waschräumen. Zwischen dem Mittelbau mit Küchen und dem Ostflügel befand sich zum See die Terrasse.

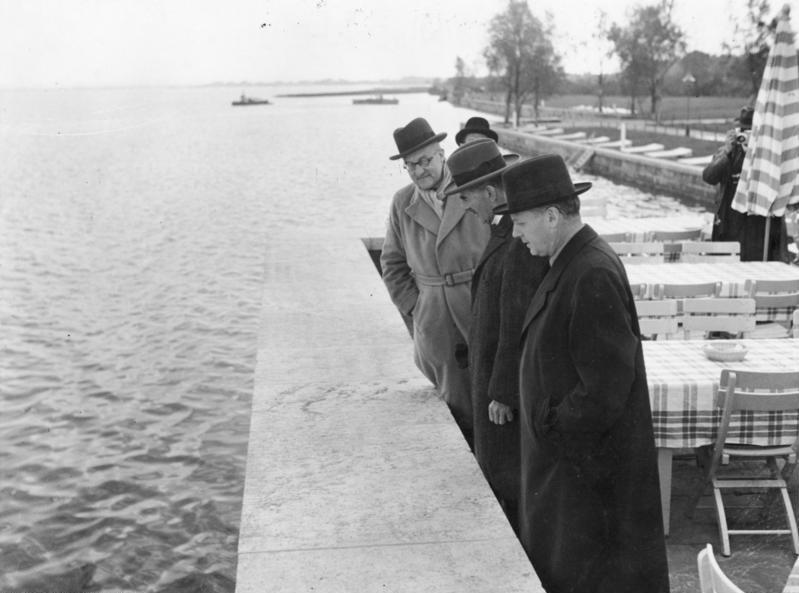
Rückkehr vom Obersalzberg am 15. September 1938:
Botschafter in London Herbert von Dirksen (links), Neville Chamberlain und Reichsaußenminister Joachim von Ribbentrop vor dem Rasthaus am Chiemsee

Die Haustechnik war modern, so saßen die Radiolautsprecher hinter den Wandleuchten, die Abluftschlitze in den Decken und die Heizkörper in den Fensternischen waren ornamental verkleidet.
Auf der Terrasse befindet sich die Bronzestatue Die Schauende von Fritz Klimsch.

## Geschichte
Die Bauarbeiten begannen am 2. August 1937, am 27. August 1938 wurde das Rasthaus eröffnet, wobei die endgültige Fertigstellung der Anlage noch bis 1941/42 andauerte. Der Baugrund galt als schwierig. Allein für den Hauptbau wurden 1436 bis zu 14 Meter lange Eisenbetonpfähle in das Schwemmland gesetzt.

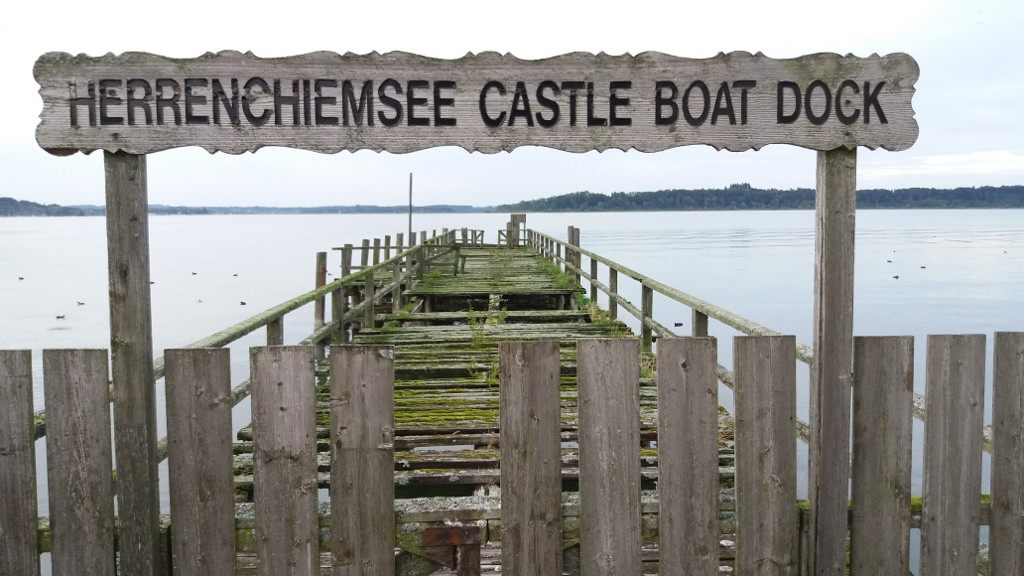
Bootsanleger des ehemaligen US Armed Forces Recreational Center

Zwischen 1945 und 2002 nutzten die US-Streitkräfte den Komplex als Erholungszentrum (US Armed Forces Recreational Center) mit eigener PX. Das unter Denkmalschutz stehende Gebäude wurde mehrfach verkauft und dient seit 2012 nach Umbau als Fachklinik für Psychosomatik unter dem Namen Medical Park Chiemseeblick.
Der aktuell genutzte Autobahnrastplatz Chiemsee samt Raststätte befindet sich einige hundert Meter weiter östlich am Ufer.